# Rugby-Union-Südamerikameisterschaft 1987
Die Rugby-Union-Südamerikameisterschaft 1987 (spanisch Sudamericano de Rugby 1987) war die 15. Ausgabe der südamerikanischen Kontinentalmeisterschaft in der Sportart Rugby Union. Sie fand 1987 in Chile statt und wurde von der Federación de Rugby de Chile organisiert. Teilnehmer waren die Nationalmannschaften von Argentinien, Chile, Paraguay und Uruguay. Austragungsort war das Stadion des Vereins Stade Français in der Hauptstadt Santiago de Chile. Den Titel gewann zum 14. Mal Argentinien.

## Tabelle
Für einen Sieg gab es zwei Punkte, für ein Unentschieden einen Punkt, bei einer Niederlage null Punkte.
|    | Land        | Spiele | Siege | Unent. | Ndlg. | Spiel- punkte | Diff. | Tabellen- punkte |
| -- | ----------- | ------ | ----- | ------ | ----- | ------------- | ----- | ---------------- |
| 1. | Argentinien | 3      | 3     | 0      | 0     | 150:34        | + 116 | 6                |
| 2. | Uruguay     | 3      | 2     | 0      | 1     | 74:72         | + 2   | 4                |
| 3. | Chile       | 3      | 1     | 0      | 2     | 56:96         | − 40  | 2                |
| 4. | Paraguay    | 3      | 0     | 0      | 3     | 32:110        | − 78  | 0                |

## Ergebnisse
Punktesystem: 4 Punkte für einen Versuch, 2 Punkte für eine Erhöhung, 3 Punkte für einen Straftritt, 3 Punkte für ein Dropgoal
| 27. September 1987 | Argentinien                                                                                         | 41 : 21 | Uruguay                                    | Stade Français, Santiago de Chile Schiedsrichter: Marcelo Didier (Chile) |
| 27. September 1987 | Versuche: Angelillo Gerosa (2) Loffreda (2) Madero Mendy Erhöhungen: Baetti (5) Straftritte: Baetti | Bericht | Straftritte: Silva (6) Dropgoals: Brancato | Stade Français, Santiago de Chile Schiedsrichter: Marcelo Didier (Chile) |

| 27. September 1987 | Chile | 28 : 16 | Paraguay | Stade Français, Santiago de Chile |
| 27. September 1987 |       |         |          | Stade Français, Santiago de Chile |

| 30. September 1987 | Argentinien | 62 : 4  | Paraguay         | Stade Français, Santiago de Chile Schiedsrichter: Juan José Clerici |
| 30. September 1987 | Versuche: Baetti (2) Caminotti Carreras Coria Franchi Madero Mendy Mesón Vidou Strafversuch Erhöhungen: Baetti (9) | Bericht | Versuche: Duarte | Stade Français, Santiago de Chile Schiedsrichter: Juan José Clerici |

| 30. September 1987 | Chile          | 19 : 33 | Uruguay | Stade Français, Santiago de Chile Schiedsrichter: Carlos Sutton (Argentinien) |
| 30. September 1987 | (6:23) Bericht |         |         | Stade Français, Santiago de Chile Schiedsrichter: Carlos Sutton (Argentinien) |

| 3. Oktober 1987 | Chile                                       | 9 : 47  | Argentinien                                                                                            | Stade Français, Santiago de Chile Schiedsrichter: Nasser |
| 3. Oktober 1987 | Versuche: Planella (2) Erhöhungen: Planella | Bericht | Versuche: Franchi Gerosa (2) Loffreda Madero (2) Milano (2) Erhöhungen: Baetti (6) Straftritte: Baetti | Stade Français, Santiago de Chile Schiedsrichter: Nasser |

| 3. Oktober 1987 | Paraguay       | 12 : 20 | Uruguay | Stade Français, Santiago de Chile |
| 3. Oktober 1987 | (6:11) Bericht |         |         | Stade Français, Santiago de Chile |